# Nederlandsche Dok en Scheepsbouw Maatschappij

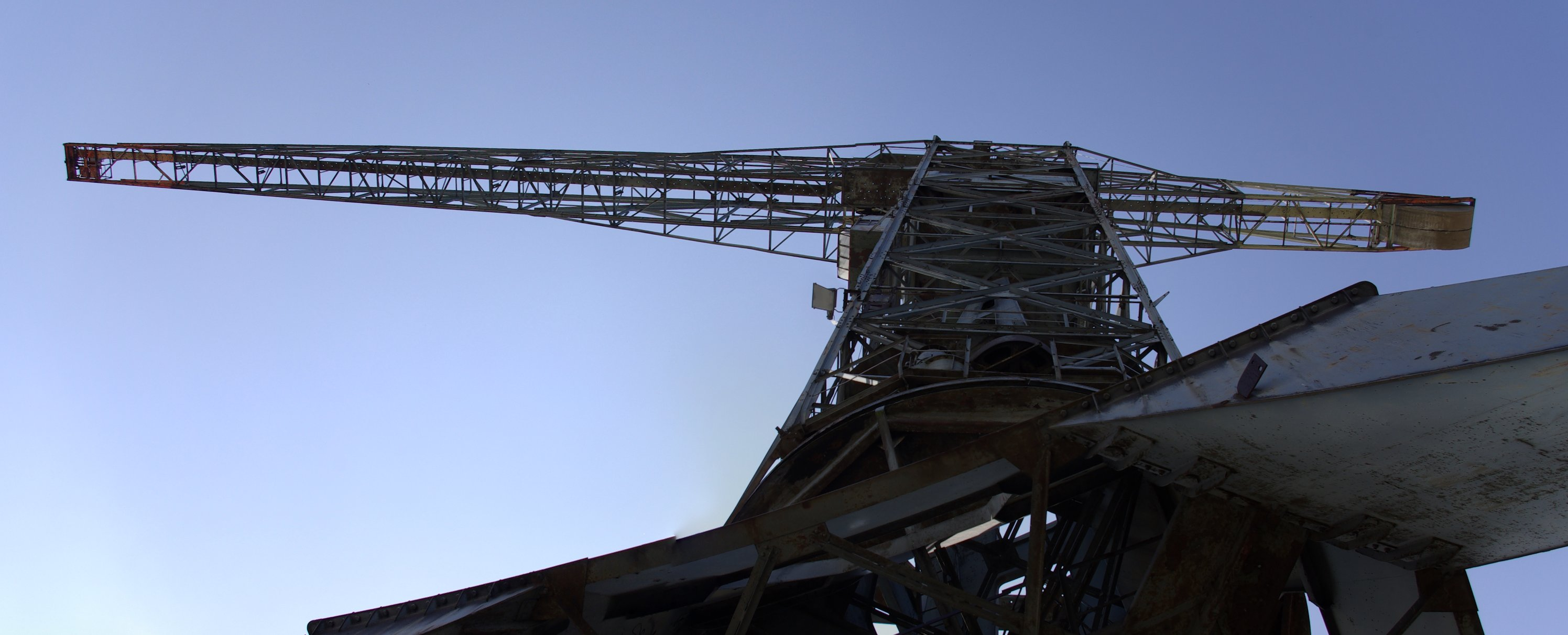
Kraan op verlaten NDSM-werf in Amsterdam-Noord

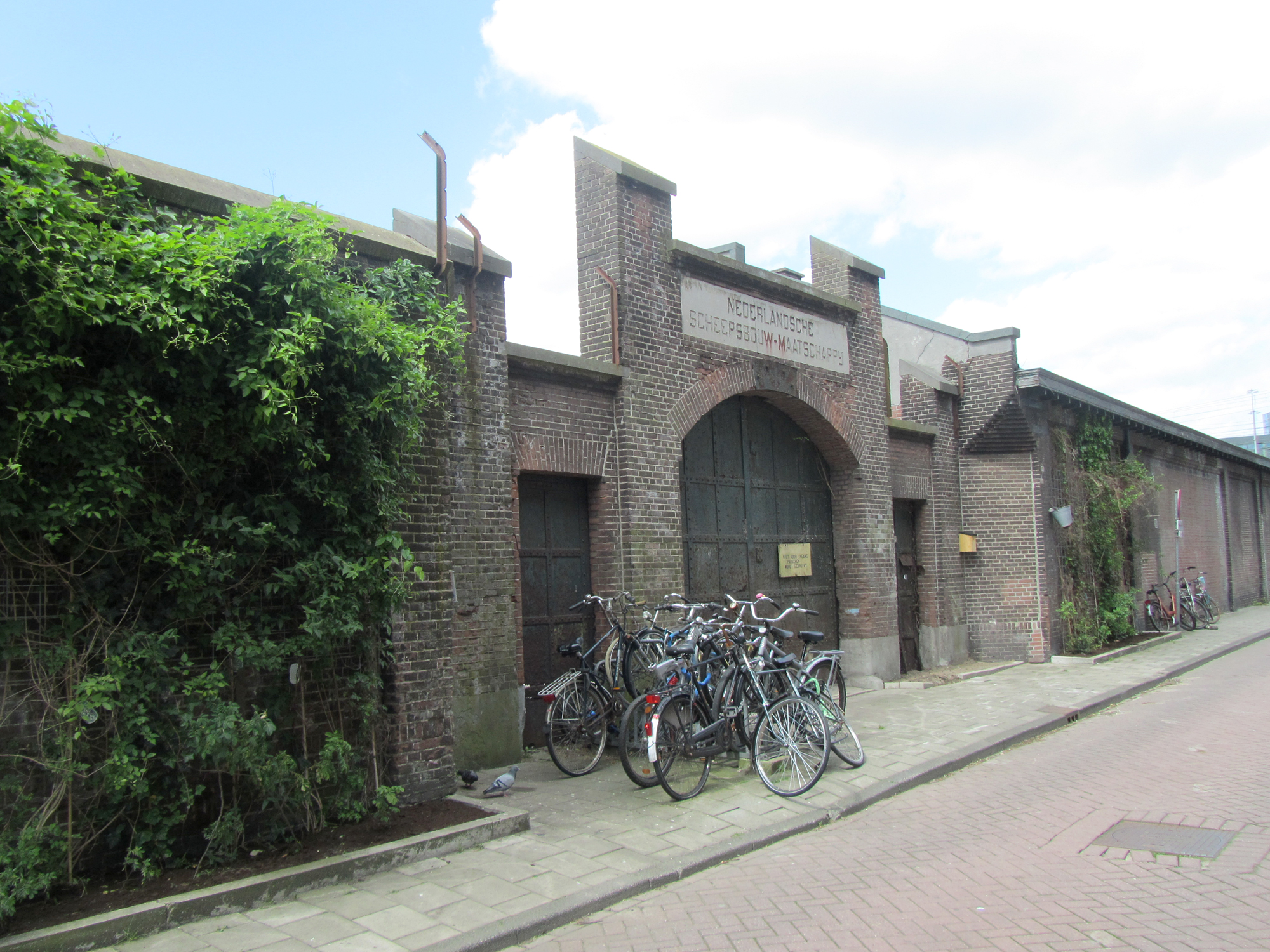
Overblijfselen van de Nederlandsche Scheepsbouw Maatschappij aan de Conradstraat

De Nederlandsche Dok en Scheepsbouw Maatschappij (NDSM), eerder Nederlandsche Scheepsbouw Maatschappij, was een scheepswerf voor scheepsnieuwbouw, scheepsreparatie en machinebouw in Amsterdam die heeft bestaan tussen 1894 en 1979.

## NSM
De Nederlandsche Scheepsbouw Maatschappij werd op 25 augustus 1894 opgericht door het vermogende Kamerlid Jacob Theodoor Cremer, oud-directeur van de Deli Maatschappij. Hij was het jaar ervoor benaderd door de werklieden op het Amsterdamse eiland Oostenburg, die na het teloorgaan van de scheepswerf van Paul van Vlissingen in 1891 werkloos waren. Hij nam die werf aan de Conradstraat over zonder de fabriek van stoommachines, die eigendom werd van Werkspoor.
Cremer haalde de eigenaar van de werf Het Kromhout over om de NSM te gaan leiden. Deze Daniël Goedkoop had al een ruime ervaring in de scheepsbouw en zou de werf 25 jaar besturen.
De werkplaats van Het Kromhout brandde af en op die plaats werd een moderne machinefabriek gebouwd. De Vulcanus werd in 1910 de eerste tanker ter wereld die werd aangedreven door dieselmotoren, gebouwd op de NSM werf op Oostenburg. Naarmate de schepen groter werden, ontstonden er ruimteproblemen in het Amsterdamse Oosterdok. Bij het gereedkomen van de Rembrandt moest het waterpeil zo worden verhoogd dat de kelders op het Rokin onder water stonden. De situatie was onhoudbaar en in 1919 werd besloten tot de bouw van een nieuwe werf aan de overkant van het IJ.
Aan de Cornelis Douwesweg in Amsterdam-Noord groeide de NSM uit tot de grootste scheepswerf van Europa in 1937. Bekende schepen uit die tijd waren de Jagersfontein en de Tricolor, die voor de Holland-Australië Lijn voer en in 1933 de 'woolrace' Australië – Duinkerken won. Paradepaardjes waren de luxe passagiersschepen Oranje, Johan van Oldenbarnevelt en Marnix van St. Aldegonde. De Oranje werd op 8 september 1938 gedoopt door Koningin Wilhelmina. Het schip maakte proeftochten in juni 1939 waarbij het een topsnelheid van 26 knopen (48 km/h) haalde. Hiermee was het het snelste passagiersschip van haar tijd. Van 1941 tot 1945 deed het dienst als Australisch hospitaalschip.
In 1944 werd door het personeel van de toenmalige Nederlandsche Scheepsbouw Maatschappij een gedenkzuil aangeboden met een afbeelding van de eerste directeur, Daniël Goedkoop, gemaakt door Carel Kneulman ter gelegenheid van het 50-jarig bestaan. Na de sluiting van de NDSM in 1984 is de zuil verplaatst naar Tuindorp Oostzaan maar op verzoek van een oud werknemer is hij op 9 september 2011 weer teruggezet op het terrein van de vroegere NDSM. In 2017 is de zuil opnieuw verhuisd, nu vlak bij de voormalige Centrale Werkplaats (de laagbouw met de puntdaken).

## NDM

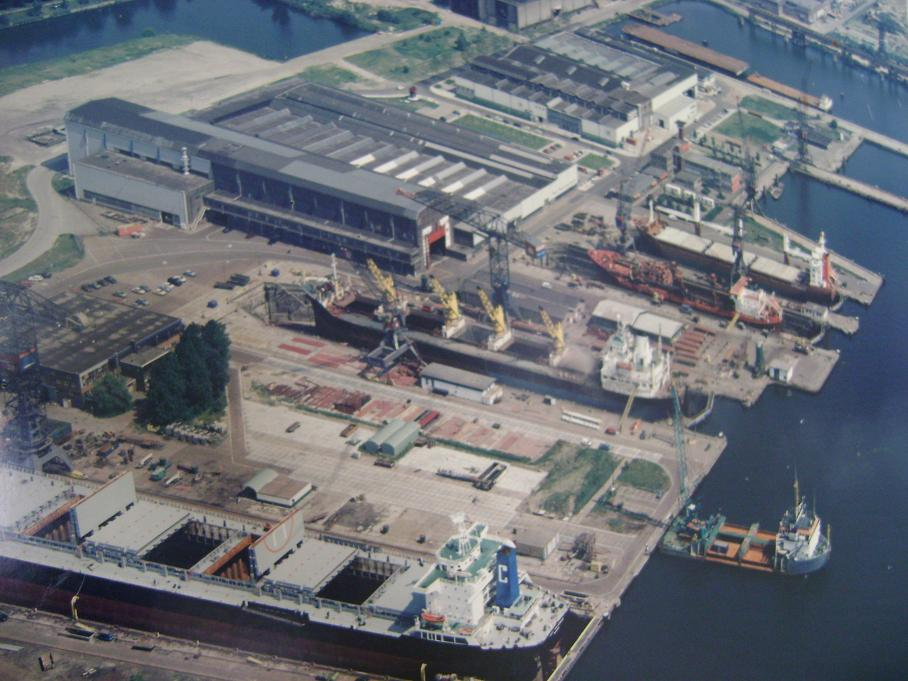
Dokken van de voormalige NDSM

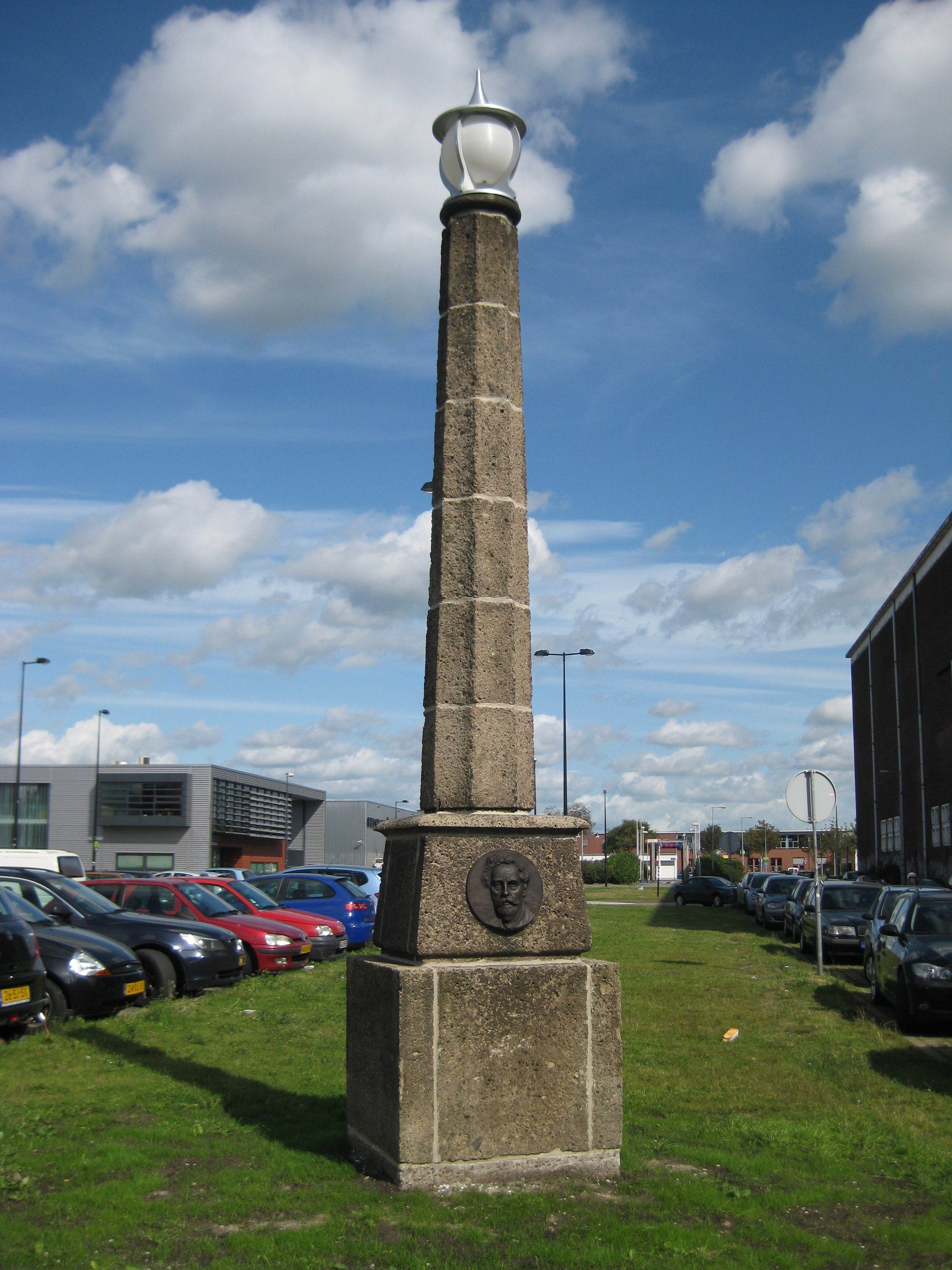
'Naald van Goedkoop'

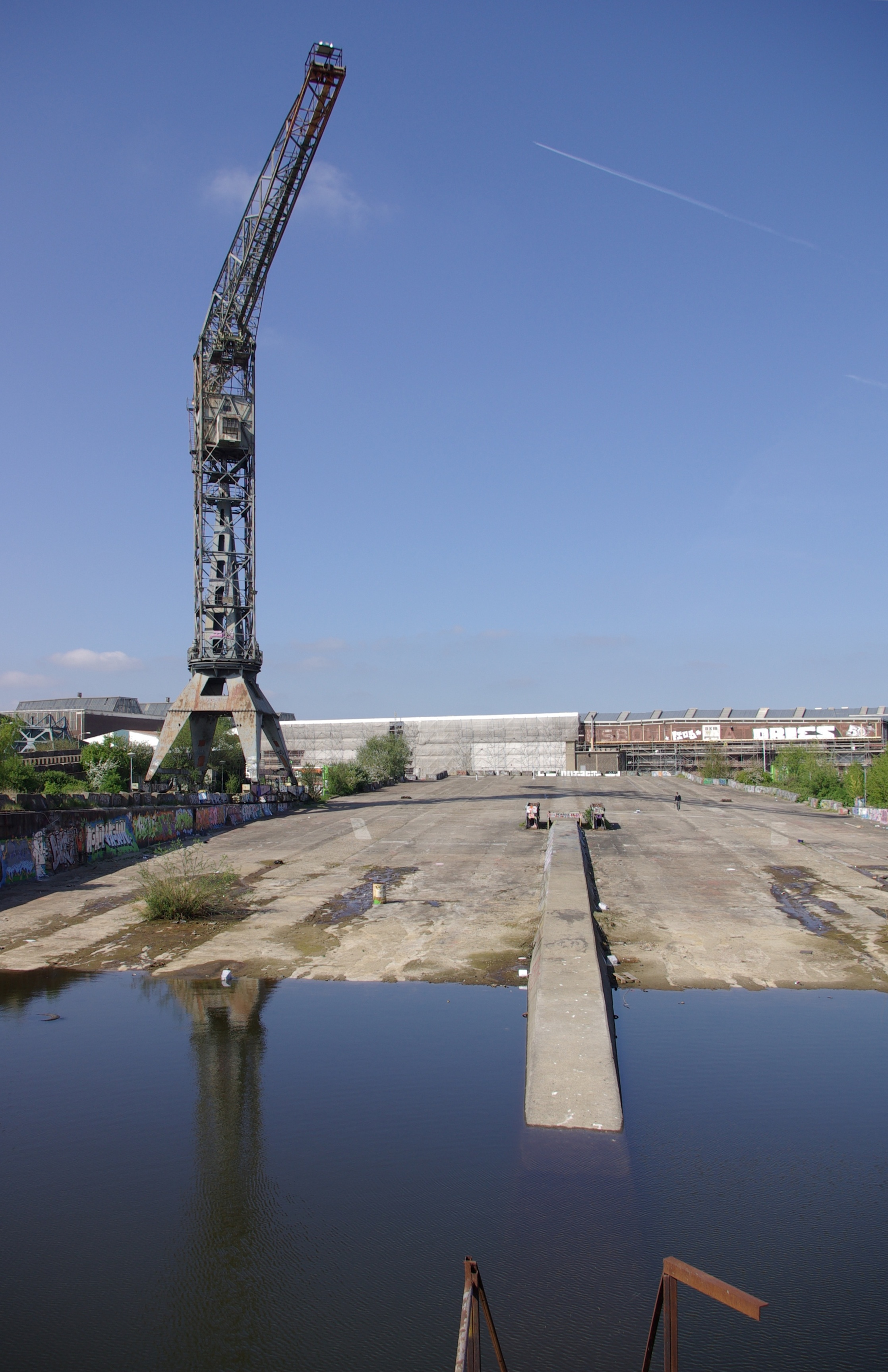
Hellingbanen

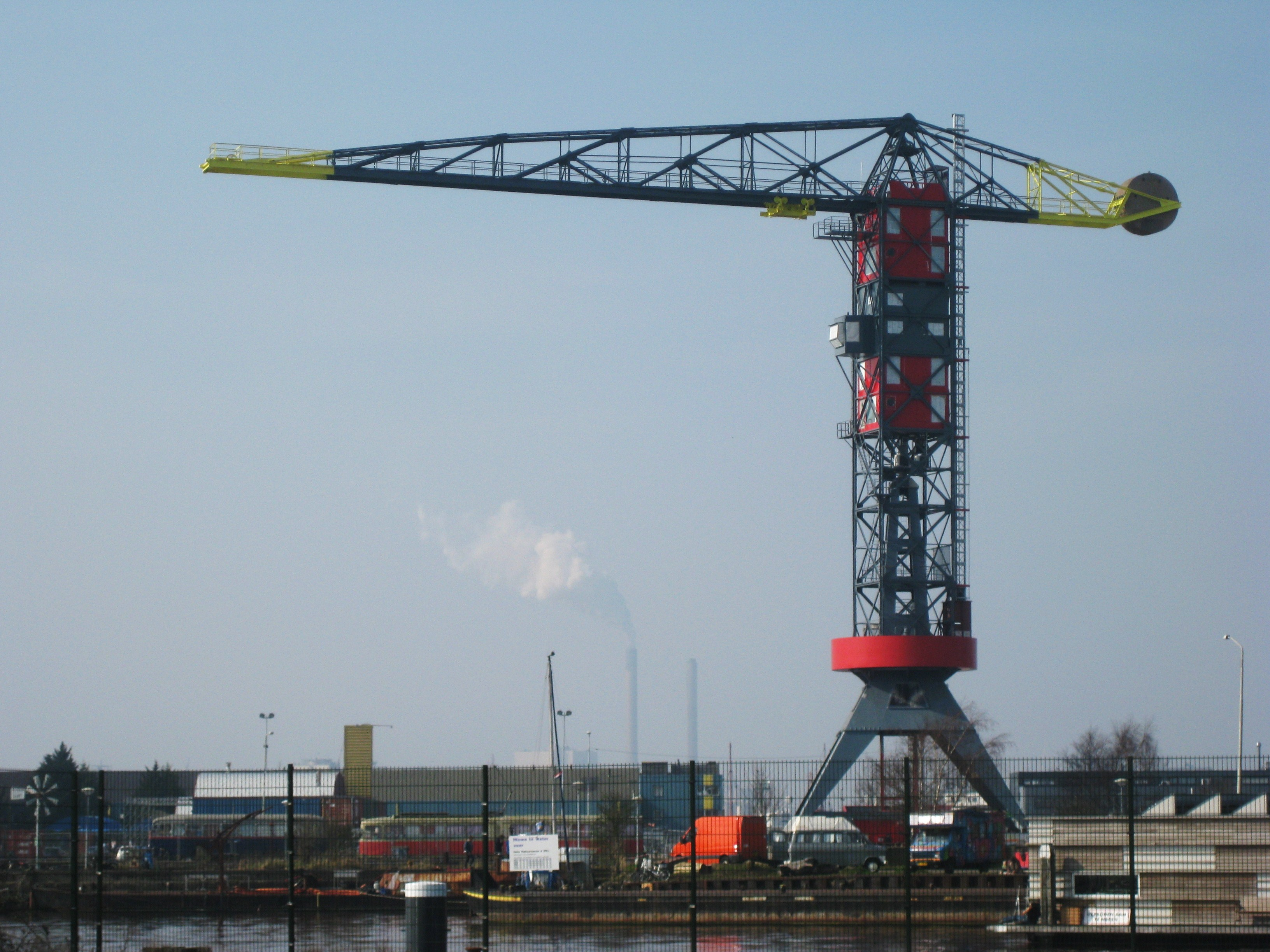
Crane Hotel Faralda

Het initiatief tot de oprichting van de Nederlandsche Dok Maatschappij ging uit van J. Wilmink, directeur van de NV Koninklijke Hollandsche Lloyd, te Amsterdam en dateert van 1918. Wilmink, een man met aparte ideeën maar ook met een toekomstvisie, wilde de vestiging van een nieuwbouw én reparatiewerf in de nieuwe Noorder IJ-polder.
De NV Nederlandsche Scheepsbouw Maatschappij had reeds op 24 december 1915 een erfpacht overeenkomst met de gemeente Amsterdam gesloten. De bedoeling was dat de nieuwe werf van Wilmink, een bedrijfsnaam was er nog niet, ten westen van de NSM zou komen.
Naast de NV Koninklijke Hollandsche Lloyd, waren ook de NV Hollandsche Stoomboot Maatschappij, NV Koninklijke Nederlandsche Stoomboot Maatschappij, NV Stoomvaart Maatschappij 'Nederland', NV Amsterdamsche Bank, NV Nederlandsche Handel Maatschappij, NV Twentsche Bank en NV Nederlandsch-Indische Handelsbank betrokken bij de totstandkoming.
Aanvankelijk zou de werf beschikken over twee gegraven bouwdokken en twee gegraven reparatiedokken maar uiteindelijk is gekozen voor drie gegraven reparatiedokken en drie bouwhellingen. De bij de voorbereidingen en de feitelijke aanleg betrokken scheepsbouwkundig ingenieur J.H.C. Salberg (afkomstig van de NSM) werd in 1920 de eerste directeur van de Nederlandsche Dok Maatschappij en bleef dat tot zijn overlijden in 1942.
De werven van de NSM en NDM waren gescheiden door een lap grond dat als akkerland in gebruik was bij een boer uit Tuindorp Oostzaan. Dit zou later het zogenoemde middenterrein van de NDSM worden.
Dat deel waar nu de Kraanbaan te vinden is.

## NDSM
Op 27 februari 1946 bekrachtigden de aandeelhouders van de 'NV Nederlandsche Scheepsbouw Maatschappij' (NSM) en de 'Nederlandsche Dok Maatschappij NV' (NDM) de al per 1 juni 1945 geefectueerde samenwerking onder de NDSM-vlag, als VOF met gelijke deelname. Er bestaat een hardnekkig  misverstand dat uit een fusie van de beide werven de NDSM is ontstaan. Beide bedrijven behielden hun eigen directies, commissarissen, jaarverslagen en eigen financiële handel en wandel. De NDSM was belast met het verwerven van orders, opleidingen, veiligheid, huisvesting, maatschappelijk werk, personeelsaangelegenheden, personeelsblad, lonen en alle verdere gemeenschappelijke aangelegenheden. De gelijke deelname in het gemeenschappelijke kapitaal werd in de eerste jaren na oprichting snel uitgebreid: van f 4,25 mljn  bij de oprichting tot 5,75 in 1948, 6,65 1950, 7,175 1951 en 7,265 miljoen gulden in 1954. Daarbij waren ook deelnames in andere bedrijven onder de NDSM-paraplu inbegrepen. Zo verwierf de NDSM in 1950 een belang in de Machinefabriek IJmuiden en later Stertil te Kloostertille (1961 oprichting als dochterbedrijf, 1962 in bedrijf), Bancor, de Nedo radiatorenfabriek en de Curaçaose Dok Maatschappij. Ook belangen in rederijen als Thalatta te Amsterdam en het Overslagbedrijf Amsterdam en andere ondernemingen vielen eronder.
De personeelsbezetting varieerde nogal, mede onder invloed van de wisselende orderportefeuille. Ultimo 1953 6040 werknemers, 1954: 5880. 

## Terrein
Het bedrijf nam bijna twee kilometer oever aan de noordzijde van het IJ in beslag op uiteindelijk circa negentig hectare grond in Amsterdam-Noord. Ondanks de fusie bleven de afdelingen scheepsnieuwbouw (terrein 'Oost', voorheen NSM) en scheepsreparatie (terrein 'West', voorheen NDM) volledig zelfstandige bedrijfsonderdelen. Midden jaren vijftig telde het ca. 45 hectaren grote terrein 54 opstallen waaronder drie droogdokken en acht hellingen. In 1955 werd de reparatiesector uitgebreid met een droogdok op het terrein 'West' en in 1961 met een insteekhaven.

## Werk
In de nieuwbouw legde de NDSM zich vooral toe op vrachtschepen en tankers. Een van de grootste opdrachtgevers was Shell Tankers, waarvoor in 1958 de 'Vasum' (20.685 brt) als grootste in Nederland gebouwde tanker werd opgeleverd, wat in 1967 werd herhaald met de 'Neverita' (57.906 brt). Maar ook de Koninklijke Marine was een belangrijke klant voor de NDSM. In de reparatiesector werd de NDSM bekend door complexe aanpassingen, zoals in 1960 met de ombouw en verlenging van twee tankers tot bulkcarriers. De afdeling machinebouw leverde complete machinekamers af en had licenties voor de bouw van motoren van diverse bedrijven, waaronder Stork. Daarnaast werden onderdelen voor sluizen en raffinaderijen gemaakt en in de jaren zestig leverde men zelfs autowasstraten en radiatoren.

## Fusie
In september 1968 was de NDSM gedwongen te fuseren met Verolme Verenigde Scheepswerven NV (VVSW) te Rotterdam. Het bedrijf in Amsterdam werd voortaan bestuurd vanuit Rotterdam. De VVSW (met daarin de NDSM) fuseerde op 1 januari 1971 met Rijn-Schelde Machinefabrieken en Scheepswerven NV (RSMS) (kortweg Rijn-Schelde Combinatie) in Rotterdam tot Rijn-Schelde-Verolme Machinefabrieken en Scheepswerven NV (RSV). In de periode 1968-1978 bouwde men in Amsterdam zestien mammoettankers in twee delen, zij werden aan de wallekant bij de werf aan elkaar gelast. In de periode Rijn-Schelde-Verolme zijn er twee voorschepen in Amsterdam gebouwd, over zee naar Rotterdam gevaren, waar ze gekoppeld werden aan het achterschip dat in Rotterdam was gebouwd. Dat werden de Nedlloyd Houtman en de Nedlloyd Hoorn.

## Einde
In 1978 verstrekte de overheid RSV alleen nog extra krediet als de verliesgevende onderdelen van NDSM - scheepsnieuwbouw, apparatenbouw en gieterij - gesloten zouden worden. Aldus geschiedde en op 27 september 1978 werd de scheepsnieuwbouw van de NDSM beëindigd.
In oktober 1979 werd onder de naam 'Nederlandse Scheepsbouw Maatschappij BV' (NSM) een nieuwe werf voor scheepsnieuwbouw opgericht, waar 400 ex-NDSM-ers bleven werken. De reparatiewerkzaamheden werden ondergebracht in de Amsterdamse Droogdok Maatschappij BV. Ondanks enkele winstgevende jaren bleek ook dit niet levensvatbaar. In mei 1984 werden deze tweede NSM en ADM failliet verklaard.
Nog vijf jaar lang onderhielden oud-werknemers de installaties op het terrein, om een herstart mogelijk te maken. Het bestuur van het stadsdeel Amsterdam-Noord beijverde zich daarvoor, en in 1989 diende zich een kandidaat aan. Scheepswerf Vervako kon een order krijgen voor drie vrachtschepen. Het eigen terrein in Heusden was daarvoor te klein. Terwijl de werf weer bedrijfsklaar werd gemaakt, woedde echter op 25 januari 1990 een zware storm over Amsterdam, waarbij de portaalkraan onherstelbaar werd beschadigd. Daardoor moest het plan worden afgeblazen.

## Hergebruik
De vier gegraven dokken op het noordwestelijke deel van de NDSM werden in 1987 in gebruik genomen door scheepsreparatiebedrijf Shipdock Amsterdam BV (vanaf 2003 Amsterdam Ship Repair, vanaf 2005 Shipdock BV, en sinds januari 2015 Damen Shiprepair Amsterdam na de overname door Damen Shipyards Group in 2013).
De leegstaande gebouwen op het zuidoostelijke deel van het NDSM-terrein werden na verloop van tijd gekraakt. Hieruit ontwikkelde zich een van de Amsterdamse 'broedplaatsen', betaalbare woon- en werkruimten voor kunstenaars, ambachtslieden en ondersteunende bedrijfjes. Zij verenigden zich in de Stichting Kinetisch Noord, die vanaf 2001 met subsidie van diverse instanties de nieuwe gebruiksmogelijkheden mocht proberen. In juli 2006 werden de grote scheepsloods, het buitenterrein en de hellingbanen aan de stichting overgedragen.
Een ander deel van het enorme terrein is in gebruik bij het Maritiem Kwartier Amsterdam-Noord, dat zich richt op het beheren en onderhouden van een collectie historische zeeschepen en deze voor allerlei doeleinden te exploiteren. In een monumentale timmerwinkel werd het hoofdkantoor van MTV Networks ondergebracht, na restauratie door de architect Max van Aerschot.
Jaarlijks wordt hier ook het Over het IJ Festival georganiseerd, een groot locatietheaterfestival.
Sinds 2002 staat een aantal afgedankte trams op het terrein, die in gebruik zijn genomen door kunstenaars. Het betreft de GVB-drieassers 896 en 965 en de RET-gelede wagen 319 (ex-269).
In 2012 zijn er voorzieningen voor een jachthaven aangelegd. Er is daarvoor een zeshonderd meter lange golfbreker in het IJ gemaakt. In september 2012 werd hier voor het eerst de HISWA gehouden.
De grote kraan, Hensen Kraan 13, op het NDSM-terrein werd in juli 2013 gedemonteerd en op 26 juli 2013 naar een werf in Franeker overgebracht om te worden opgeknapt en verbouwd tot luxe-hotelkamers. Op 22 oktober 2013 keerde de kraan terug naar het NDSM-terrein als het Crane Hotel Faralda, bestaande uit drie hotelsuites en een televisiestudio.

## Fotogalerij rijksmonumenten

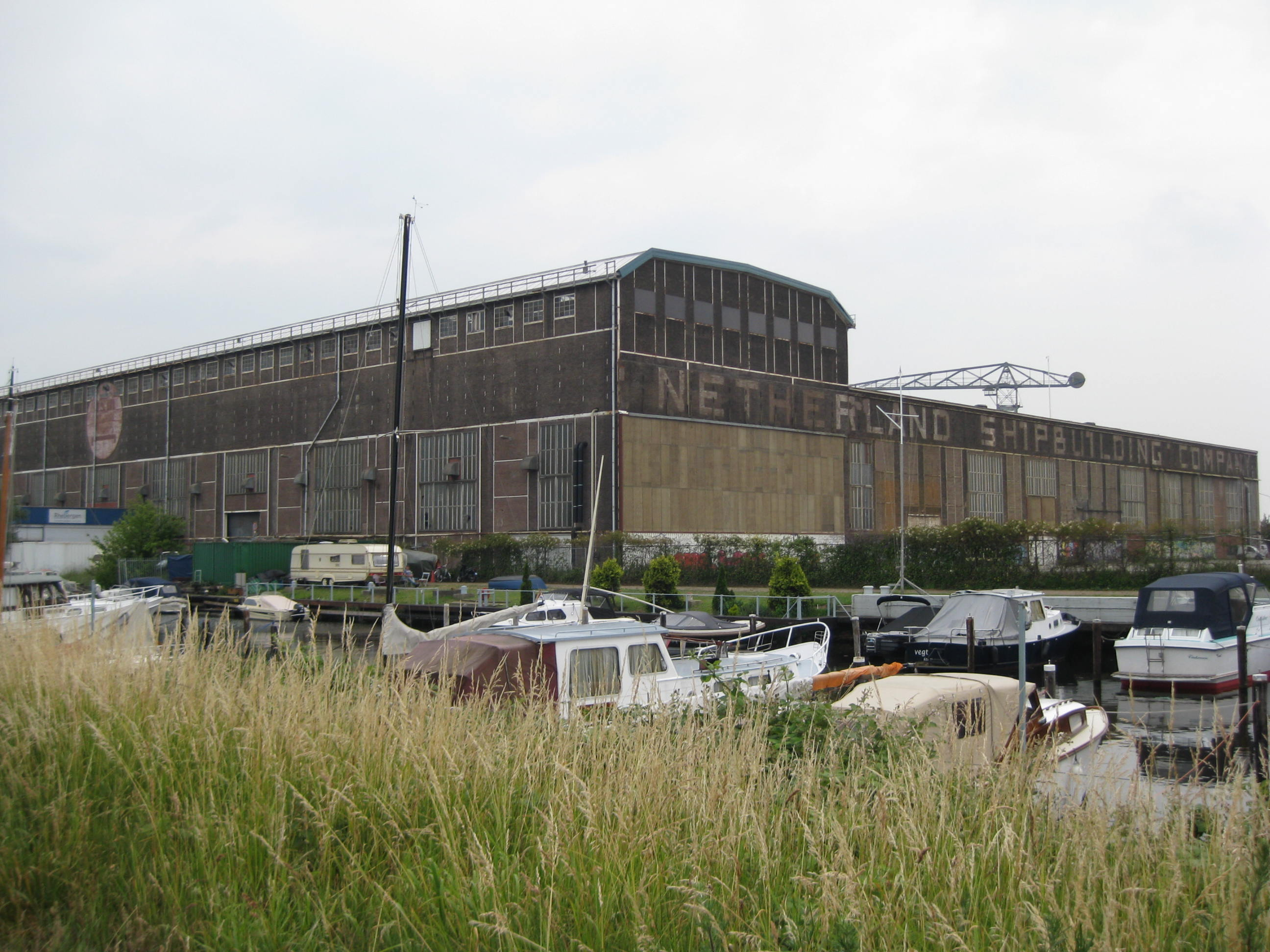
NDSM-scheepsbouwloods
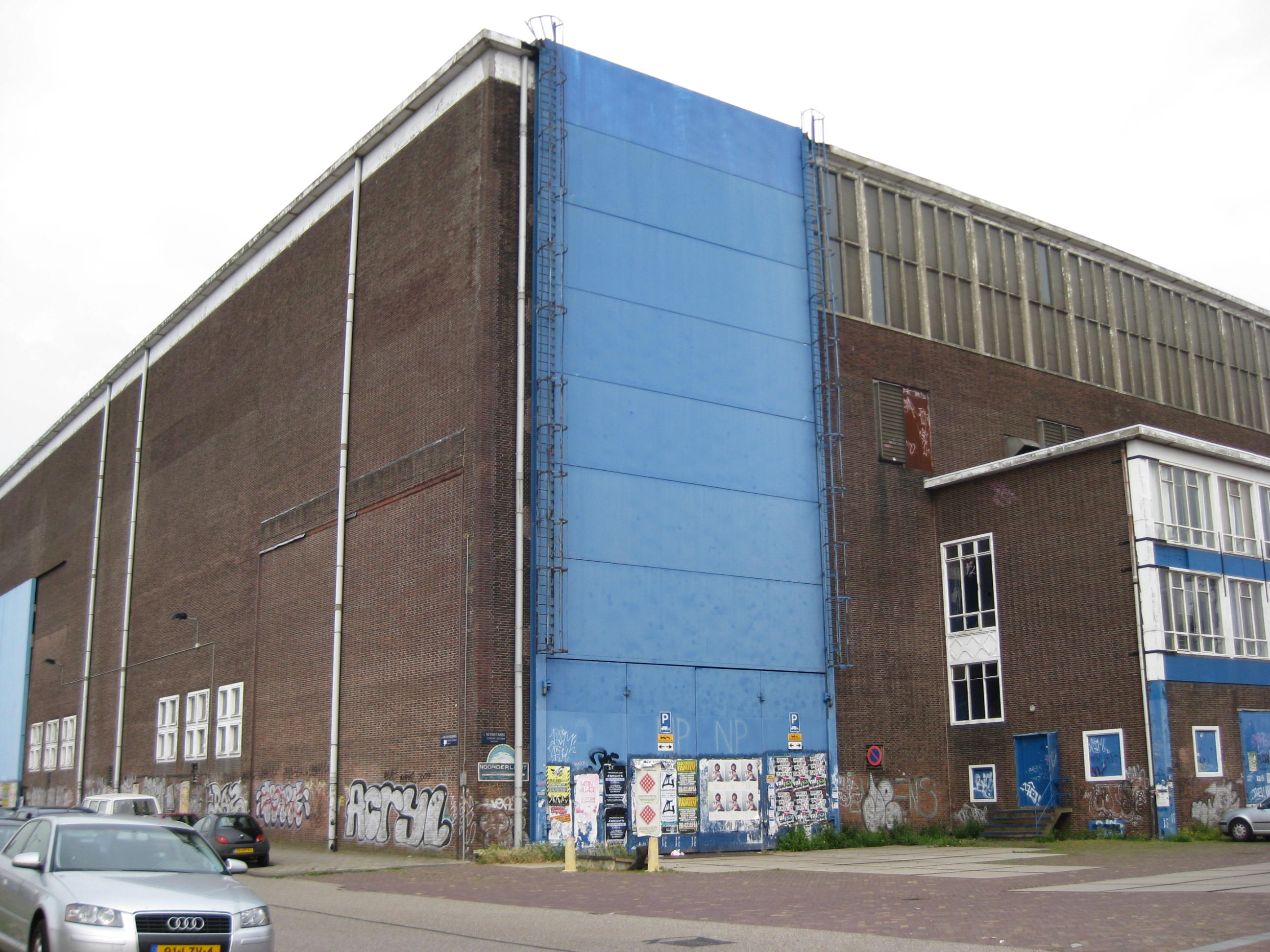
Lasloods
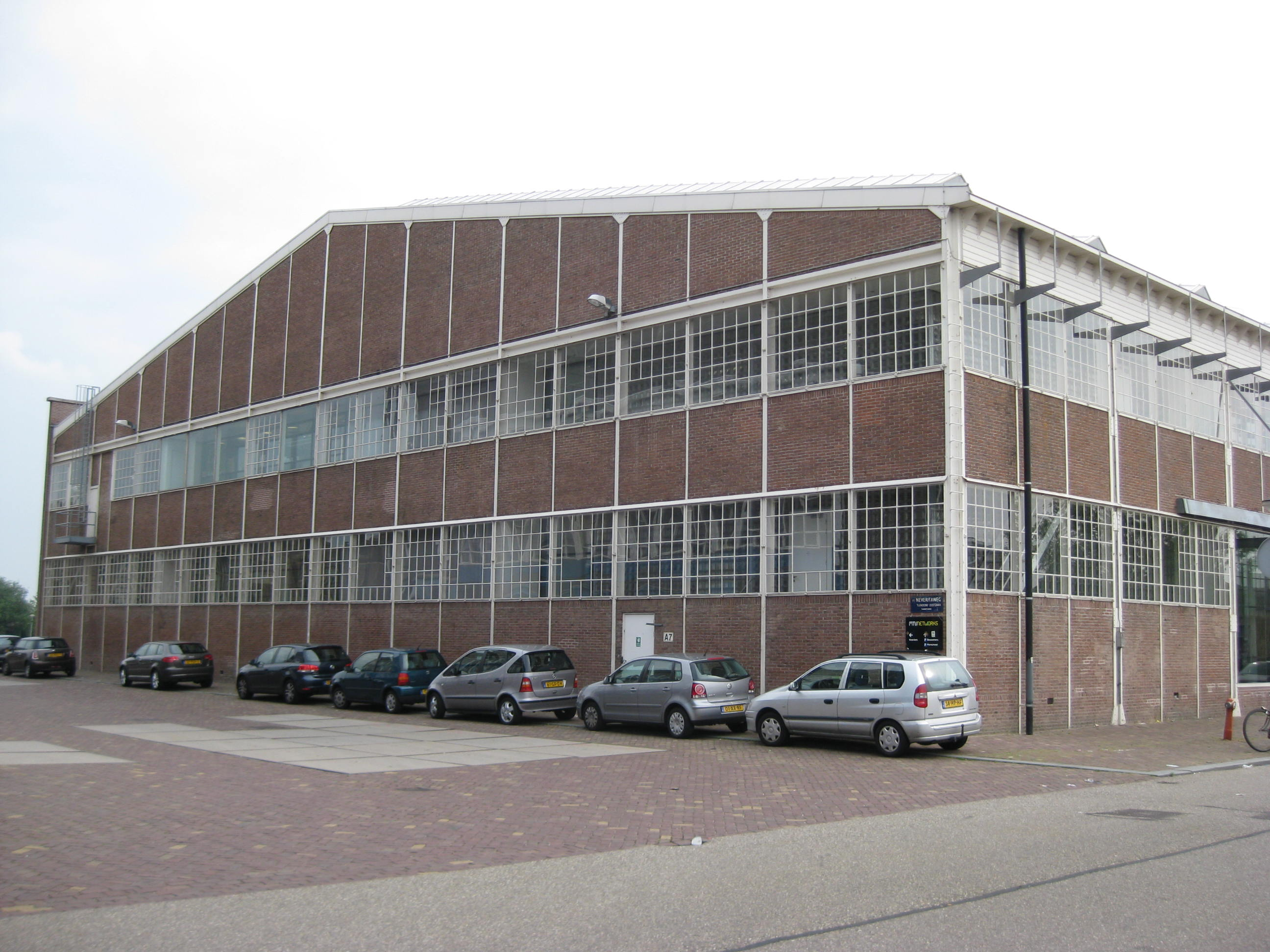
Timmerwerkplaats
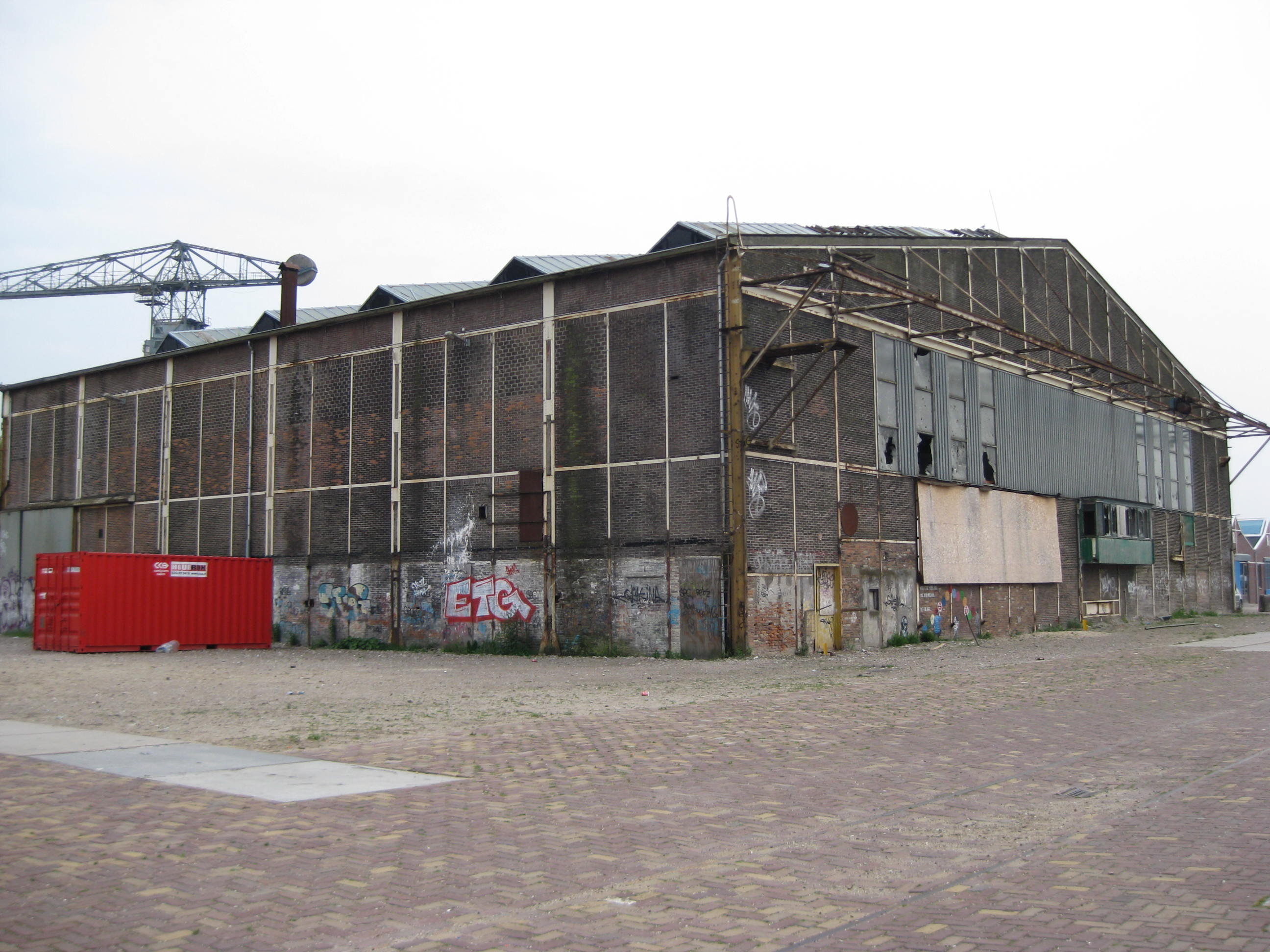
Smederij